# Журавель Володимир Кузьмич
Володимир Кузьмич Жураве́ль (нар. 6 лютого 1930, Яблунів) — український художник; член Спілки радянських художників України з 1967 року. Чоловік художниці тканин Неллі Щербакової.

## Біографія
Народився 6 лютого 1930 року в селі Яблуневі (нині Черкаський район Черкаської області, Україна). Упродовж 1945—1950 років навчався у Київській художній школі імені Тараса Шевченка у Галини Зорі; у 1951—1957 роках — у Київському художньому інституті у Сергія Григор'єва, Геннадія Титова, Карпа Трохименка, Михайла Хмелька. Дипломна робота — картина «Зміна» (олія, керівник Сергій Григор'єв).
Протягом 1957—1960 років викладав у Київському училищі прикладного мистецтва. Потім на творчій роботі. Жив у Києві, в будинку на вулиці Кіквідзе, № 30 а, квартира № 69, та в будинку на провулку Бастіонному, № 9, квартира № 74.

## Творчість
Працював у галузях станкового живопису і книжкової графіки. Створював портрети, натюрморти, пейзажі переважно у стилі соцреалізму. Серед робіт:
живопис
- «Шахтарі» (1957);
- «Катерина» (1961, полотно, олія);
- «На мирних шляхах» (1963);
- «Тополя» (1964; Львівська галерея мистецтв);
- триптих «Ніч. Ранок. День» (1965);
- «Наше свято» (1967, полотно, олія, темпера);
- «Місто буде»/«Лісоруби» (1968, олія, темпера);
- «Дівчина з сережкою» (1969);
- «Іриси» (1970, полотно, олія);
- «Леся» (1971);
- «Батьківське напуття» (1971);
- «Путеєць» (1974);
- «Незабутнє» (1976);
- «Хліб — місту» (1977);
- «Гостинний Київ» (1982).

Оформив та проілюстрував дитячі книги для видавництва «Веселки»
- «Паляниця білолиця» Любові Забашти (1963);
- «Вуркагани» Івана Микитенка (1966);
- «Син Таращанського полку» Петра Панча (1968);
- «Ілько» Миколи Палагути (1970);
- «Гостинець від зайця» Костянтина Домарова (1973);
- «Сурмачі з вулиці Сонячної» Ангеліни Буличової (1974).

Брав участь у республіканських виставках з 1957 року, всесоюзних — з 1967 року.